# Moment of Forever
Moment of Forever è un album in studio dell'artista country statunitense Willie Nelson, pubblicato nel 2008. 

## Tracce
1. Over You Again (Willie Nelson, Micah Nelson, Lukas Nelson) - 5:35
2. Moment of Forever (Kris Kristofferson, Danny Timms) - 3:50
3. The Bob Song (Big Kenny) - 4:15
4. Louisiana (Randy Newman) - 3:25
5. Gravedigger (Dave Matthews) - 3:52
6. Keep Me From Blowing Away (Paul Craft) - 3:33
7. Takin' on Water (Dave Loggins, John Scott Sherrill, Dennis Robbins) - 3:24
8. Always Now (W. Nelson) - 3:28
9. I'm Alive (Kenny Chesney, Dean Dillon, Mark Tamburino) - 3:27
10. When I Was Young and Grandma Wasn't Old (Buddy Cannon) - 3:05
11. Worry B Gone (Guy Clark, Gary Nicholson, Lee Roy Parnell) - 3:10 - duetto con Kenny Chesney
12. You Don't Think I'm Funny Anymore (W. Nelson) - 2:21
13. Gotta Serve Somebody (Bob Dylan) - 9:46